# カツオノエボシ

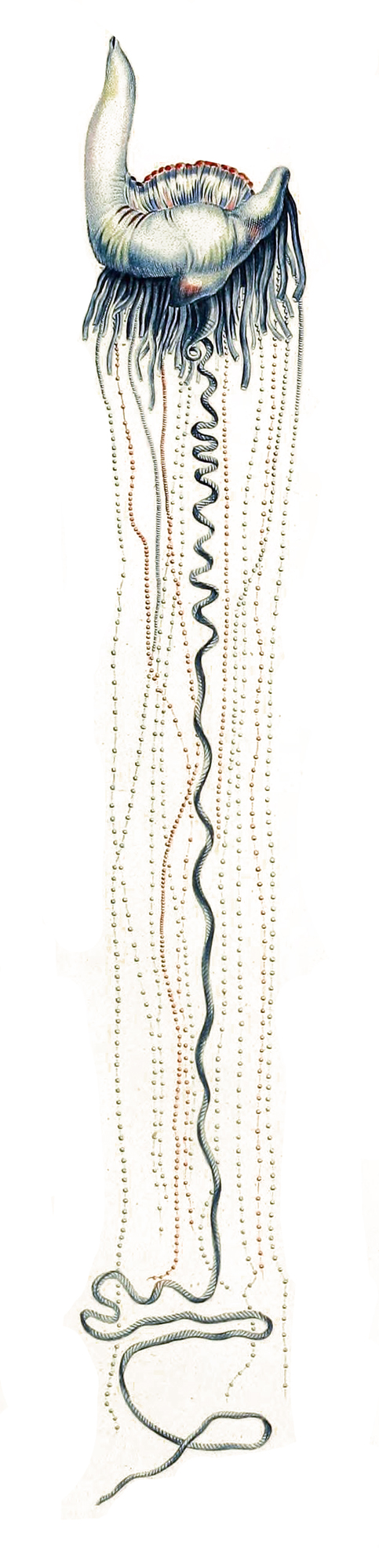
カツオノエボシのスケッチ

カツオノエボシ（鰹の烏帽子、学名：Physalia physalis、英名：Portuguese Man O' War）は、クダクラゲ目カツオノエボシ科 Physaliidae に属する刺胞動物。強い毒を持ち、電気クラゲの通称でも知られる。なお、その針は魚を刺し、毒で麻痺させて食べるために使われるものだが、誤って接触し、刺されたヒトの死亡例もある。
ヒドロ虫の仲間に属し、英語で Jellyfish （ジェリーフィッシュ）と呼ばれるミズクラゲやエチゼンクラゲなど、鉢虫綱に属するいわゆるクラゲとは異なる。1個体に見えるのは、実は多くのヒドロ虫が集まって形成された群体である。ただし、これは、独立したヒドロ虫の個体が数千数万集まっているという意味ではない。1つの幼体(プロトゾイド)が、成長の過程で複数の生物に分化し、群れをなすと言う意味である。なお、どのような過程を経て、分化し、群れになるのかは不明である。

## 概要
太平洋、大西洋、インド洋に広く分布している。日本では本州の太平洋湾岸でよく見られる。カツオが到来する時期に黒潮に乗ってきて、浮き袋の見た目が烏帽子に似ていることから、三浦半島や伊豆半島でカツオノエボシと呼ばれるようになった。
英名の「Portuguese Man O' War（ポーチュギーズ・マノウォー）」とは、「ポルトガルの軍艦」の意。姿が帆を張ったポルトガル海軍のキャラベル船を連想させることから名付けられた。青みがかかった浮袋から、「Bluebottle（ブルーボトル）」の名でも呼ばれる。また、その毒性の強さから「Floating Terror（浮遊する恐怖）」とも。
外見の特徴として、大きさ約10cmほどの透き通った藍色の浮き袋をもつ。中には気体（一酸化炭素や窒素など）が詰まっており、これで海面に浮かぶ。他のクラゲと違い、カツオノエボシ自体に遊泳力はほとんどなく、浮き袋の上部にある三角形の出っ張りで、帆のように風を受けることで移動する。
浮き袋から海面下に伸びる触手は平均10m程度、長いもので約50mにも達する。触手が外部から刺激を受けると、表面に並んだ刺細胞から刺胞が発射され、強力な毒で小魚や甲殻類を捕らえて食べる。また、敵から身を守る防御の役割もある。なお、エボシダイは幼魚の頃にカツオノエボシの触手に群れて暮らすことが知られているが、これは毒に対する耐性があるためと考えられている。
強い毒を持つものの天敵もおり、アオミノウミウシやアサガオガイ、アカウミガメ、カルエボシガイ、シロカジキなどに捕食される。3cmほどにしか成長しないムラサキダコのオスは、カツオノエボシの触手を短く刻み、腕の吸盤で掴み、自分の防御に使うことが知られている。
クダクラゲに共通の特徴であるが、カツオノエボシ1個体に見えるものはヒドロ虫が多数集まって形成した群体である。1つ1つのヒドロ虫は個虫などと呼ばれ、触手になるもの、ポリプになるもの、刺胞嚢になるものなどそれぞれに役割がある。個虫は互いに融合して体壁は一続きになり、内部は栄養や老廃物などを運搬する空洞ができる。

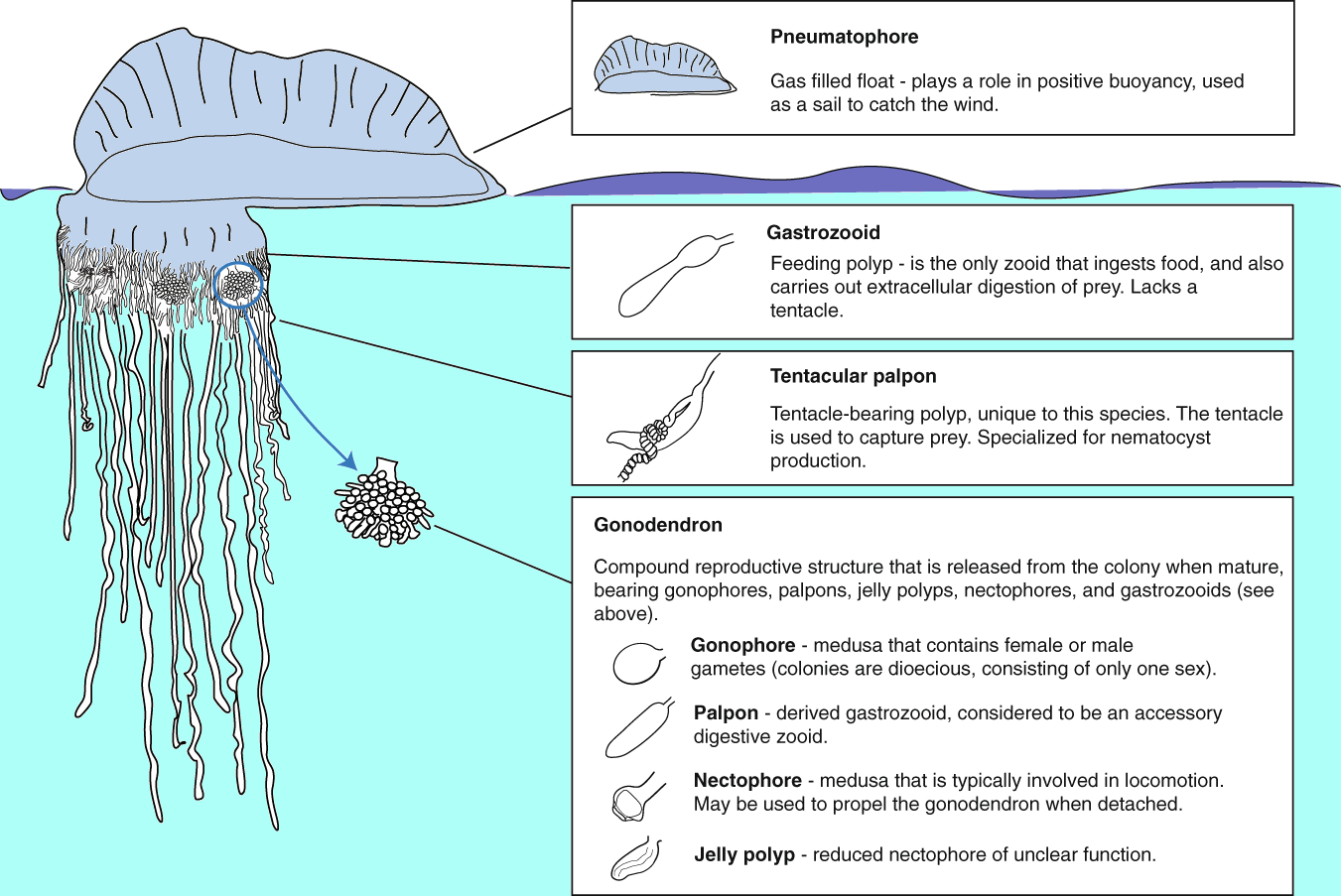
カツオノエボシコロニーの構造と個虫の役割
気胞体（Pneumatophore, 気体が入った浮きとしてコロニーを浮かせ風を受けて移動する）、
栄養個虫（Gastrozooid, 食物消化専門のポリプ（固着相のクラゲ）。餌の細胞外消化も行う）、
触手（Tentacular palpon、触手の生えたポリプ。本種に特有のもので触手によって獲物を捕獲し、また刺胞もつくる）、
生殖樹状体（Gonodendron, 生殖機能の複合体で、成熟するとコロニーから分離される。栄養個虫と以下のような個虫が集まっている）、
生殖体（Gonophore, オスかメスの生殖細胞を持つメデューサ（浮遊相のクラゲ）。コロニーは雌雄異体で性別が決まっている）、
指状個虫（Palpon, 栄養個虫から派生し、付随的な消化用個虫と考えられている）、
泳鐘（Nectophore, 遊泳用のメデューサ。おそらく分離後の推進につかわれる）、
ゼリーポリプ（Jelly Polyp, 泳鐘の簡素化されたもので機能は不明）

## 危険性
触手に強力な毒であるヒプノトキシンを持っているため、非常に危険な生物である。ヒプノトキシンはタンパク質毒である為、電気クラゲの俗称の通り、刺されると感電したかのような痺れと共に激痛が走り、くしゃみや咳のほか、心拍数の上昇、時に呼吸困難などを引き起こし、痛みが数日間続く。2度目に刺された場合、アナフィラキシーで死亡に至ることがある。
カツオノエボシの触手に触れると、表面にある細胞から刺胞という微小な毒針が発射される。
- 刺胞は接触の刺激により発射されるので、触手に触れてはならない。
- 真水や酢による刺激にも反応して発射されるので用いてはいけない。ハコクラゲ類のクラゲ刺傷には酢が有効とされているが、本種では逆効果である[4]。
- 海岸や砂浜に打ち上げられたもの（死んだ個体）にも猛毒が残っているので絶対に触ってはいけない。刺胞は物理的な刺激に反応しているものであり、本体の生死や意志に関係なく刺される[14]。

カツオノエボシはふだんは沖合を漂流しているが、風によって海岸近くまで吹き寄せられることがあり、このとき被害が起きやすい。体は透明で青みがかっているため海の色に溶け込み、遠くから見つけることは出来ない。海面下に垂れ下がっている触手も見分けにくい。
刺されたことによってパニックに陥り溺れることがあるので、まずは落ち着いて岸に戻ることが先決である。その後は体に絡み付いている触手を取り除く。このとき素手で取り除こうとすると二次的に刺されるので、海水で洗い流すか、ごく厚手の手袋など手を保護できるものを使う。
なお、台風が太平洋岸にやってくると大洋海面に生活する様々な動物が吹き寄せられ、カツオノエボシも多数打ち上げられることがある。乾燥した本種はきれいな青いプラスチックケースのようになるが、これに触るのも注意を要する。湿気を吸うと刺胞が発射され、生きたものほどではないものの、それなりの痛みを感じる。

### 治療
応急処置は本により異なる。
正しい方法
- 海水で洗い流す。近くにあるタオルやプラスチックボードなどを使用し、素手で触れないようにして触手を除去する[15]。除去した後、タンパク毒を無効化するためにしばらく温めたあとは、今度は腫れをおさえるために氷や冷水で冷やし、病院で治療する。対症療法として、抗ヒスタミン剤の軟膏やステロイド外用薬の軟膏を塗布する。また、予防として、クラゲ除けローションを事前に塗っておくのも有効。

誤った俗説
- 砂を掛けて擦る（皮膚にさらに深く刺さる）
- 真水で洗う（浸透圧の差で、刺胞の毒液が体内に流れ込みやすくなる）
- 酢で流す(刺胞が反応し、毒針が発射される)

### 食用
基本的にカツオノエボシに限らず、刺胞動物の持つ毒は高温の環境で不活性化する。
そのため打ち上げられたものかつ十分に加熱した状態であれば食することは可能だが、他のクラゲ類と異なり、非常にサイズが小さくなるため食用価値はない。しかし歯ごたえはクラゲに近いものがあるという。ただし、捕獲した際に刺される可能性があるので決して推奨はされない。

## ギャラリー

### 生け捕りされた個体

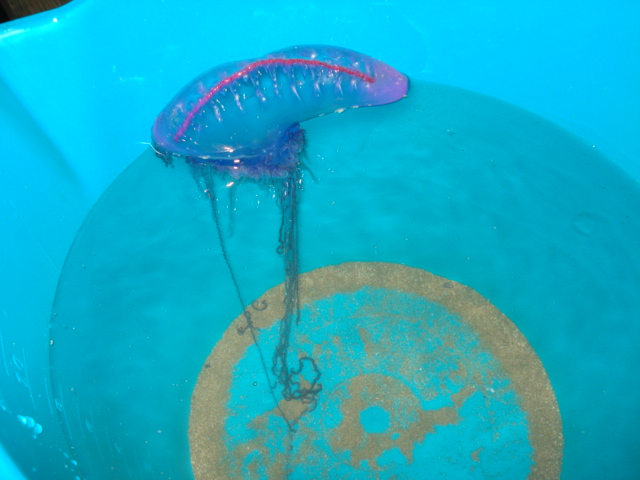
マヤロ海岸（英語版）（トリニダード・トバゴ）

### 打ち上げられた個体

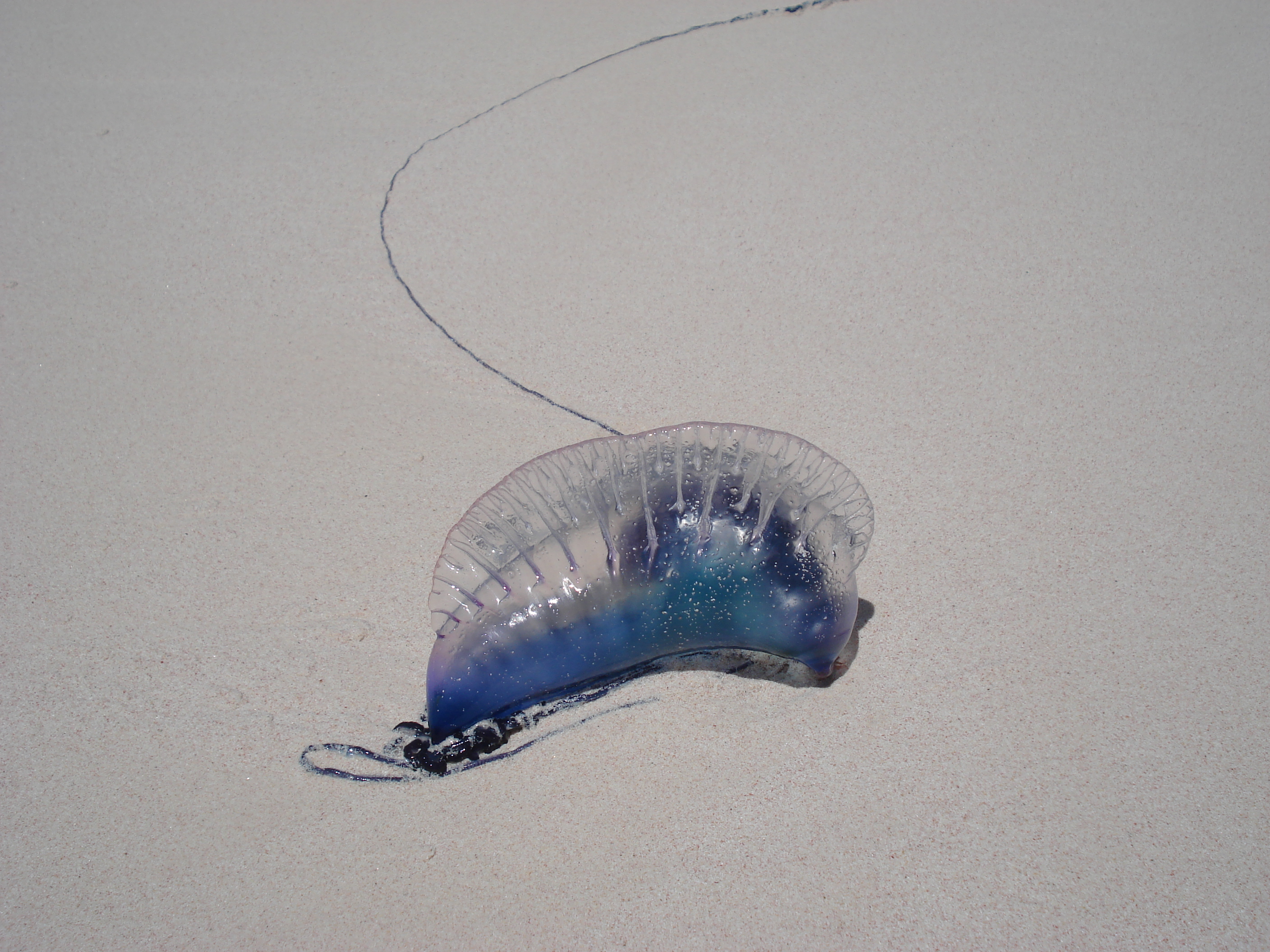
ホースシュー・ベイ（英語版）（バミューダ諸島）
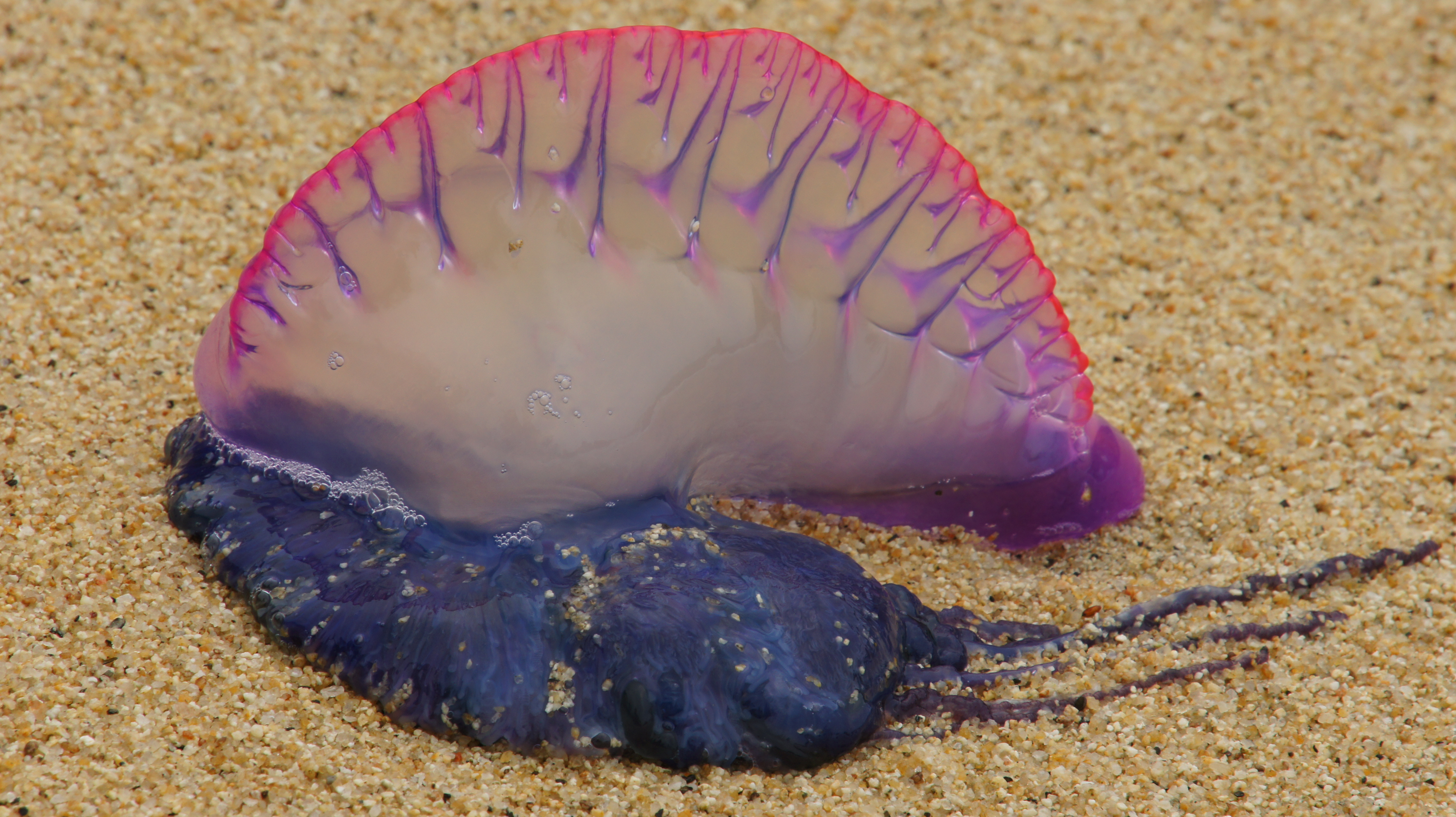
タイロナ国立自然公園（英語版）（コロンビア）
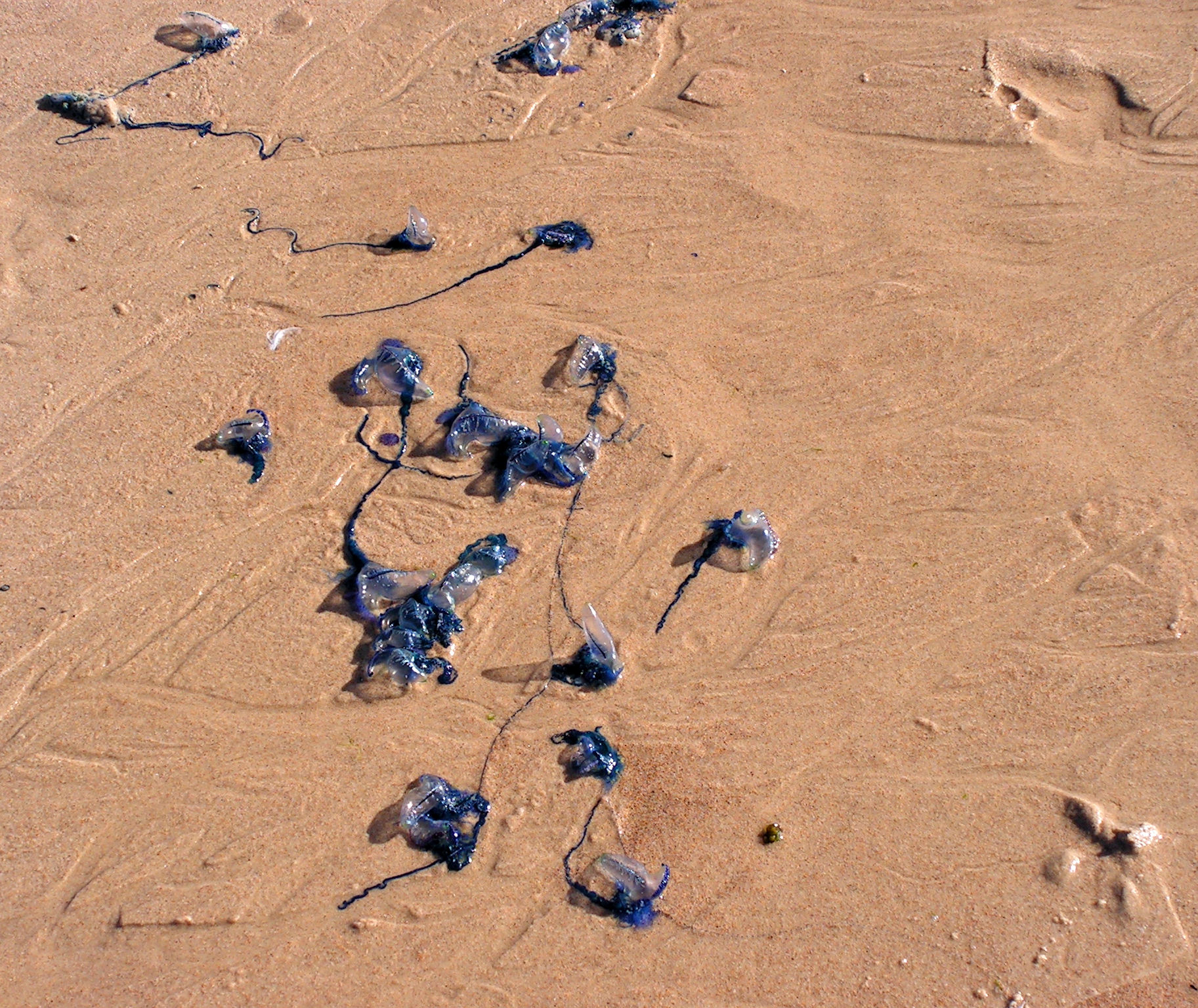
マルブラ（オーストラリア）
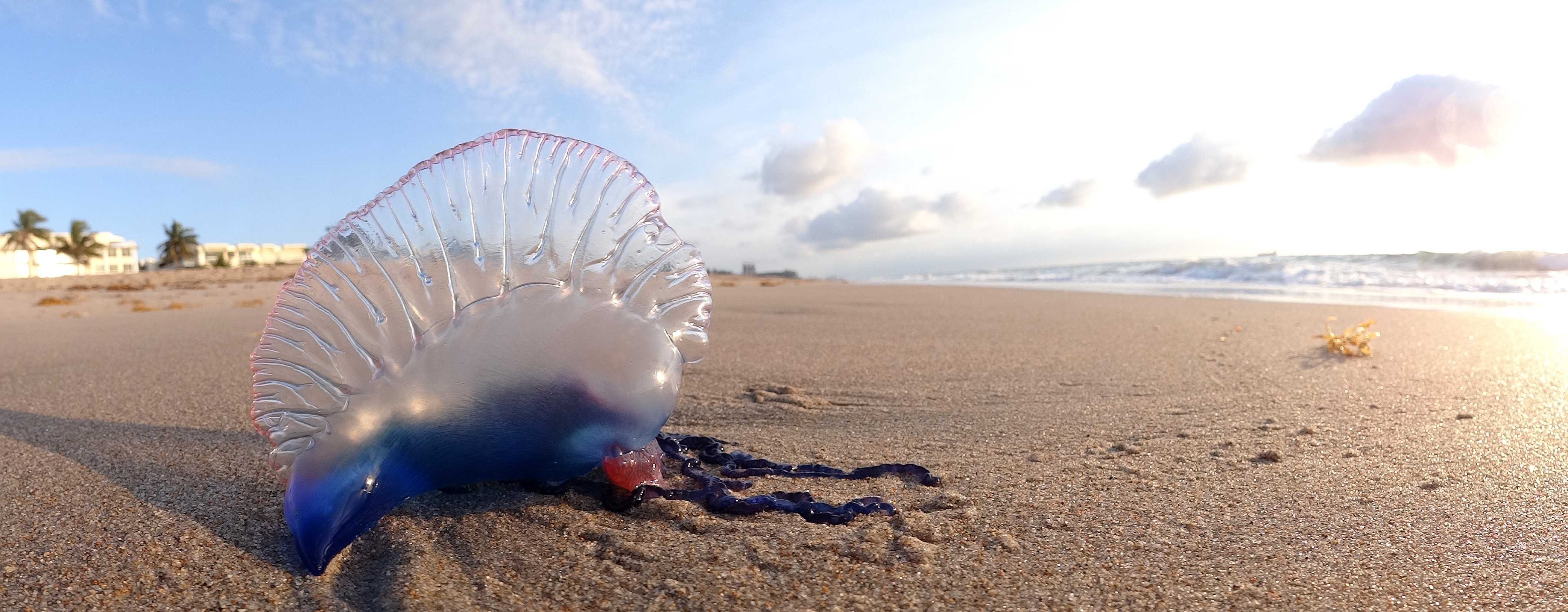
パームビーチ（アメリカフロリダ州）

### 関連資料
本文の典拠ではないもの。出版年順。
- 神田玄泉（撰著）「」『日東魚譜』写本、冊５、国立国会図書館「伊藤文庫」。冊５が「異魚」（シュモクザメ・マンボウ・イソギンチャク・カツオノエボシ［クラゲ］など）。（磯野直秀）。和装の全5巻、元文6年の序あり、彩色、書写資料（印記: 白河, 桑名, 楽亭文庫）。
- 東京動物学会（編）「カツオノエボシの氣鐘及魚の鰾品の瓦斯體（ガス体）」『動物学雑誌』第9巻第105号、1897年7月15日、294-295頁。
- ニュー・サイエンス社編「日本の動物――カツオノエボシ(8)」『動物と自然』1979年8月、第9巻第8号（通号56）、p.37 (コマ番号0020.jp2)。全国書誌番号:00016842、doi:10.11501/1766900、国立国会図書館限定。掲載誌別題は『Nature and animals』。
- 今泉忠明「カツオノエボシ」『猛毒動物の百科 改訂版』データハウス、1999年、p.122。全国書誌番号:20023893。
- 木村和也「海よ！ (その1)人命救助、(その2)カツオノエボシ」『紙魚の手帳』紙魚の手帳社（企画編集）、第16号 (別冊)、2002年12月、p.15-21、国立国会図書館書誌ID:6376883、ISSN 1344-8374。
- 江副水城「(40) カツオノエボシ」『魚名源』大阪 : パレード、東京 : 星雲社 (発売)、2009年、p.76-77。全国書誌番号:21602368。
- 峯水亮、久保田信、平野弥生、ドゥーグル・リンズィー「管クラゲ目 Siphonophora 嚢泳亜目 Cystonectae」『日本クラゲ大図鑑』平凡社、2015年。 書名の別題『A Photographic Guide to the Jellyfishes of Japan』
  - 「カツオノエボシ科 Physaliidae カツオノエボシ属 Physalia カツオノエボシ」p.154//154
  - 「嚢泳亜目　解説」p.305。
- 堀江勝博、一二三亨「クラゲ (特集 あつまれ どうしょくぶつの毒 ; 有毒動物による刺咬症)」『救急医学』2021年11月、第45巻第12号（通号563）、p.1569-1575。国立国会図書館書誌ID:031825294、ISSN 0385-8162。掲載誌別題は『The Japanese journal of acute medicine』。
- 稲葉大地、佐藤満仁、吉原秀明「中毒にご用心 : 身近にある危険植物・動物 (Vol.9) カツオノエボシ : さわるな！ 危険！」『医学のあゆみ』医歯薬出版、第281巻第3号 (通号3399号)、2022年4月16日、p.291-295。